# Mirosternus discolor
Mirosternus discolor là một loài bọ cánh cứng thuộc họ Ptinidae.